# Arizonski bor
Arizonski bor (Pinus arizonica) srednje je velik bor koji raste na sjeveru Meksika, jugoistoku Arizone, jugozapadu Novog Meksika i u zapadnom Teksasu. To je drvo koje raste do 25–35 m visine, s promjerom debla do 1.2 m. Iglice su u svežnjevima od 3, 4 ili 5, a najčešći su svežnjevi s 5 iglica. Ova varijabilnost može biti znak hibridizacije s usko povezanim žutim borom (Pinus ponderosa). Šišarke su pojedinačne, uparene ili u kolutovima od po tri, te duge 5-1 cm.

## Taksonomija
Prije se smatralo da je Arizonski bor varijanta žutog bora, ali ga od 1997. godine većina znanstvenih autoriteta priznaje kao zasebnu vrstu.
Opisana su tri varijeteta;
- Pinus arizonica var. arizonica, prvenstveno u Sierra Madre Occidental od Arizone i Novog Meksika na jug preko Chihuahue do Duranga i Zacatecasa, zapadno do Sonore i Sinaloe i istočno preko Coahuile do Nuevo Leóna.[3]
- Pinus arizonica var. stormiae, u Sierra Madre Orinetal, od Coahuile i Nuevo Leóna na jugu do jugozapadnog Tamaulipasa (u Miquihuani) i dijelova San Luisa Potosija.[4] Moguće je da ih ima i u nacionalnom parku Big Bend u Teksasu.
- Pinus arizonica var. Cooperi, u Sierra Madre Occidental u saveznim državama Chihuahua i Durango. Ova je sorta izvorno opisana kao zasebna vrsta, ali ju je Farjon 1997. podveo pod Pinus arizonica. Neki, prvenstveno meksički, botaničari nisu prihvatili ovu promjenu. Silba je 2009. godine također reklasificirao ovu vrstu u podvrstu, na temelju činjenice što je različitija od tipske podvrste nego što je to slučaj kod var. stormiae, no ovu taksonomiju slijedi još manje autora.[5] Neki autori ovu podvrstu smatraju usko povezanim s Hartwegovim borom (Pinus hartwegii).

## Uporaba
Ovaj je bor izvor drvne građe i često se skuplja za ogrjev. Opsežna sječa smanjila je nekada raširene šume borova Arizone, posebno u Meksiku.

## Vanjske poveznice
|  | Zajednički poslužitelj ima još gradiva o temi Pinus arizonica |
|  | Wikivrste imaju podatke o taksonu Pinus arizonica             |